# Eucyrtopogon spiniger
Eucyrtopogon spiniger är en tvåvingeart som beskrevs av Charles Howard Curran 1923. Eucyrtopogon spiniger ingår i släktet Eucyrtopogon och familjen rovflugor. Inga underarter finns listade i Catalogue of Life.